# Linia Hanului
Linia Hanului – wieś w Rumunii, w okręgu Vâlcea, w gminie Nicolae Bălcescu. W 2011 roku liczyła 317 
mieszkańców.